# 米豊TIMES
『米豊TIMES』（よねぶたいむす）は「月刊少年マガジン」にて2006年1月号から2007年9月号まで連載されていた、架空の中学の新聞部を舞台とした学園ギャグ漫画。作者は山根大。

## 作品概要
架空の中学、米豊（よねぶ）中学校の新聞部を舞台にした学園ギャグマンガで、変態キャラによる下ネタ混じりや芸能ネタ、時事ネタなどの様々なギャグに対し常識人的なキャラによる突っ込みで成立している。

## ストーリー
かつてはコンクールで優勝した事もある名門だった米豊中学の新聞部。しかし現在は倉ラ我たつ夫と遠山ひかるの変態ふたりの奇行に悩まされる毎日。部長の佐藤学や紅一点の一年生長谷川舞は相変わらず苦労が耐えない。そんな彼ら新聞部のお馬鹿な日常を描いている。

## 登場人物

### 米豊中学新聞部関係者
佐藤 学（さとう まなぶ）
米豊中学新聞部部長。2年生。作中屈指の常識人。基本的には真面目で良識的だが、金髪だったりだらしない所が無いわけではない普通の人。いつもたつ夫とひかるの変態2名の奇行に悩まされているが、2人の持つエネルギーと行動力には一目置いている。また、怒らせるとかなり怖いのでそれなりに抑止力になっている。血液型はO型。
倉ラ我 たつ夫（くららが たつお）
新聞部員。2年生。変態の片割れで、米豊中の歴史上最悪と呼ばれる超変態。手先が器用で交友関係の広さなど多才だが、基本的には馬鹿で周囲を振り回す問題児。周囲からは当然煙たがられている。『探偵!ナイトスクープ』にネタが採用された過去があり、その証拠に商品の探偵手帖を所持しているのだが、そこに描かれているパラパラマンガはダーク。一度新聞部をクビになったものの、一ヶ月後に復帰している。乙女座。
遠山 ひかる（とおやま －）
新聞部員。2年生。たつ夫とつるむ変態。筋金入りのアイドルおたくで可愛い子が好き。小柄で髭の濃い中学生ばなれした風貌。口調は丁寧だが非常にスケベ。盗撮などの犯罪行為などを平気で行う。まれに「（たつ夫と）一緒にしないでください」と言う事もあり、たつ夫よりは常識人サイドだと言える（それでもかなりの変態だが）。キーボードを打つのは得意。たつ夫と一緒に新聞部をクビになったこともあるが、一緒に復帰している。血液型はAB型。
長谷川 舞（はせがわ まい）
紅一点の新聞部員。1年生。常識人で良識的な上に優しい性格で仕事も良くできる。友人も多い。眼鏡がトレードマーク。唯一の欠点は関根勤笑いのみ。血液型はA型。
森下先生
新聞部顧問の女教師。美人で巨乳。ドS。合コン好きで、あまり拘束されないからという理由で新聞部の顧問をしているが、教師としては割としっかりしている。かなりモテているようで男から貢がれたバッグを数多く所持。自身の胸を狙われたりセクハラまがいのことをされたり自家用車を勝手に売りに出されそうになったり等、たつ夫とひかるの奇行に振り回されるものの、佐藤同様に抑止力となっており、またなんだかんだ言って二人の問題児の事を気にかけている。喫煙者。年齢に関する話題は禁句（25歳）。

### 米豊中の人々
田中
吹奏楽部の女子中学生。2年生。吹奏楽部の代表者であり、佐藤とは顔見知り。割と気さくで、たつ夫達から狙われるほどかわいい。トランペット担当。
小林先生
部員不足に悩む書道部の顧問。温和な雰囲気だが書道の指導に関しては結構厳しい。
橋本
書道部の2年生部員。佐藤とは顔見知りの女子中学生。非常に男勝りで喧嘩っ早い（怒らせると骨の2、3本はいく、とは佐藤の弁）が、母親になるのが夢という一面を持つ。赤ん坊を産んだ姉がいる。
石川
書道部の1年生部員。
水野
風紀委員長。3年生。真面目で厳しい優等生だが、非常に可愛いので嫌われていない。たつ夫とひかるを手玉に取ったが、彼らの盗撮に気づかない迂闊な所も。
本城美由紀
舞の同級生で仲がいい。会社社長の祖父がいるが死別している。
斎藤先生
新しくやってきた野球部の顧問。全身日焼けしており、その奇行や奇癖の多さは十分に変態であり、野球部を衰退させてしまっている。たつ夫とひかるですら「こうはなりたくない」と思わせた存在。
谷
野球部員。斉藤のせいで自身を含めて4人しか残っていない野球部に不安を感じている。

### その他の人々
須藤（すどう）
森下先生の友人である女性消防士。米豊中新聞部の取材に応対していた。
マリオ
たつ夫たちの知り合い。きのこを食べると大きくなる。放火の常習犯。
小西進（こにし すすむ）
米豊中学の近所で料理教室を営んでいる。通称“コニタン”。たつ夫たちですら引く変態。
桂木（かつらぎ）
ここ最近の学生新聞コンクールでトップを独占する海王中学新聞部の部長。嫌味ったらしく非常に底意地が悪い。親のコネで得た情報で新聞記事を作っている。
佐野（さの）
学生新聞コンクールで審査員を勤めた著名なジャーナリスト。公正かつ良識ある人格者である上にスポーツ万能で裕福な人物かと思われたが、実は重度のロリコンで、盗撮などの犯罪行為も行っていた。そこをたつ夫らに発見される。